# Ризово
Ризово (на гръцки: Ριζό, Ризо, на катаревуса: Ριζόν, Ризон, до 1926 година Ρίζοβον, Ризовон) е село в Егейска Македония, Гърция, област Централна Македония, дем Въртокоп (Скидра).

## География
Селото е разположено южно от демовия център Въртокоп (Скидра) в областта Сланица и на около 18 km югоизточно от град Воден (Едеса), на 50 m надморска височина в североизточното подножие на планината Каракамен (рида Габер).

## История

### В Османската империя
В „Етнография на вилаетите Адрианопол, Монастир и Салоника“, издадена в Константинопол в 1878 година и отразяваща статистиката на населението от 1873 година, Ризово (Rizovo) е посочено като село във Воденска каза с 34 къщи и 155 жители българи.
Според Николаос Схинас („Οδοιπορικαί σημειώσεις Μακεδονίας, Ηπείρου, Νέας οροθετικής γραμμής και Θεσσαλίας“) в средата на 80-те години на XIX век Ризово (Ρίζοβο) има 6 семейства християни.
В началото на XX век Ризово е малко българско селце във Воденска кааза на Османската империя. Според статистиката на Васил Кънчов („Македония. Етнография и статистика“) в 1900 година Ризово има 180 жители българи. По данни на секретаря на Българската екзархия Димитър Мишев („La Macédoine et sa Population Chrétienne“) в 1905 година в Ризово (Rizovo) има 120 българи патриаршисти гъркомани.
В 1910 година в селото (Ρίζοβον) има 75 жители екзархисти.

### В Гърция
По време на Балканската война в селото влизат гръцки части и селото остава в Гърция след Междусъюзническата война в 1913 година. Според преброяването от 1913 година Ризово има 40 мъже и 37 жени.
Боривое Милоевич пише в 1921 година („Южна Македония“), че Ризово има 1 къщи на мюсюлмани турци и 4 къщи на християни цигани. В 1924 година властите настаняват в селото 165 души бежанци. В 1928 година селото е смесено (местно-бежанско) с 86 бежански семейства и 382 жители бежанци. В 1940 година от 640 души 240 са местни, а от 400 бежанци.
Тъй като землището на селото се напоява добре, то е много богато. Основно занимание на селяните е овощарството, като се произвеждат ябълки и праскови. В по-малка степен се произвеждат жито, памук и детелина за фураж за кравите.
| Име        | Име         | Ново име        | Ново име         | Описание                                                |
| ---------- | ----------- | --------------- | ---------------- | ------------------------------------------------------- |
| Арап Търла | Άράπ Ταρλάν | Хорафи ту Арапи | Χωράφι τού Άράπη | местност на СЗ от Ризово, на Ю от Въгени и на С от Баня |

| Година    | 1913 | 1920 | 1928 | 1940 | 1951 | 1961 | 1971 | 1981 | 1991 | 2001 | 2011 | 2021 |
| --------- | ---- | ---- | ---- | ---- | ---- | ---- | ---- | ---- | ---- | ---- | ---- | ---- |
| Население | 77   | 218  | 449  | 640  | 594  | 830  | 968  | 921  | 1013 | 1081 | 1012 | 911  |